# Llista d'asteroides/154301-154400
| Nom      | Designació provisional | Data de descobriment   | Lloc de descobriment | Descobridor/s                |
| -------- | ---------------------- | ---------------------- | -------------------- | ---------------------------- |
| 154301 - | 2002 UZ1               | 26 d'octubre de 2002   | Haleakala            | NEAT                         |
| 154302 - | 2002 UQ3               | 29 d'octubre de 2002   | Fountain Hills       | C. W. Juels, P. R. Holvorcem |
| 154303 - | 2002 UW20              | 28 d'octubre de 2002   | Haleakala            | NEAT                         |
| 154304 - | 2002 UG32              | 30 d'octubre de 2002   | Haleakala            | NEAT                         |
| 154305 - | 2002 UM32              | 30 d'octubre de 2002   | Haleakala            | NEAT                         |
| 154306 - | 2002 UV32              | 30 d'octubre de 2002   | Kvistaberg           | Uppsala-DLR Asteroid Survey  |
| 154307 - | 2002 UX48              | 31 d'octubre de 2002   | Socorro              | LINEAR                       |
| 154308 - | 2002 VC2               | 2 de novembre de 2002  | Kitt Peak            | Spacewatch                   |
| 154309 - | 2002 VZ5               | 4 de novembre de 2002  | Palomar              | NEAT                         |
| 154310 - | 2002 VZ6               | 1 de novembre de 2002  | Palomar              | NEAT                         |
| 154311 - | 2002 VU16              | 5 de novembre de 2002  | Socorro              | LINEAR                       |
| 154312 - | 2002 VX18              | 4 de novembre de 2002  | Palomar              | NEAT                         |
| 154313 - | 2002 VF19              | 4 de novembre de 2002  | Palomar              | NEAT                         |
| 154314 - | 2002 VB20              | 4 de novembre de 2002  | Kitt Peak            | Spacewatch                   |
| 154315 - | 2002 VO20              | 5 de novembre de 2002  | Anderson Mesa        | LONEOS                       |
| 154316 - | 2002 VM22              | 5 de novembre de 2002  | Socorro              | LINEAR                       |
| 154317 - | 2002 VW22              | 5 de novembre de 2002  | Socorro              | LINEAR                       |
| 154318 - | 2002 VM23              | 5 de novembre de 2002  | Socorro              | LINEAR                       |
| 154319 - | 2002 VM27              | 5 de novembre de 2002  | Palomar              | NEAT                         |
| 154320 - | 2002 VO28              | 5 de novembre de 2002  | Anderson Mesa        | LONEOS                       |
| 154321 - | 2002 VE34              | 5 de novembre de 2002  | Socorro              | LINEAR                       |
| 154322 - | 2002 VF45              | 5 de novembre de 2002  | Socorro              | LINEAR                       |
| 154323 - | 2002 VP47              | 5 de novembre de 2002  | Socorro              | LINEAR                       |
| 154324 - | 2002 VS48              | 5 de novembre de 2002  | Socorro              | LINEAR                       |
| 154325 - | 2002 VW63              | 6 de novembre de 2002  | Anderson Mesa        | LONEOS                       |
| 154326 - | 2002 VP64              | 6 de novembre de 2002  | Haleakala            | NEAT                         |
| 154327 - | 2002 VP65              | 7 de novembre de 2002  | Socorro              | LINEAR                       |
| 154328 - | 2002 VM80              | 7 de novembre de 2002  | Socorro              | LINEAR                       |
| 154329 - | 2002 VA92              | 12 de novembre de 2002 | Socorro              | LINEAR                       |
| 154330 - | 2002 VX94              | 14 de novembre de 2002 | Palomar              | NEAT                         |
| 154331 - | 2002 VF95              | 14 de novembre de 2002 | Socorro              | LINEAR                       |
| 154332 - | 2002 VO97              | 12 de novembre de 2002 | Socorro              | LINEAR                       |
| 154333 - | 2002 VW97              | 12 de novembre de 2002 | Socorro              | LINEAR                       |
| 154334 - | 2002 VW101             | 11 de novembre de 2002 | Socorro              | LINEAR                       |
| 154335 - | 2002 VH105             | 12 de novembre de 2002 | Socorro              | LINEAR                       |
| 154336 - | 2002 VA112             | 13 de novembre de 2002 | Socorro              | LINEAR                       |
| 154337 - | 2002 VV121             | 13 de novembre de 2002 | Palomar              | NEAT                         |
| 154338 - | 2002 VJ126             | 12 de novembre de 2002 | Socorro              | LINEAR                       |
| 154339 - | 2002 WM                | 18 de novembre de 2002 | Palomar              | NEAT                         |
| 154340 - | 2002 WN1               | 23 de novembre de 2002 | Palomar              | NEAT                         |
| 154341 - | 2002 WQ1               | 23 de novembre de 2002 | Palomar              | NEAT                         |
| 154342 - | 2002 WK7               | 24 de novembre de 2002 | Palomar              | NEAT                         |
| 154343 - | 2002 WT9               | 24 de novembre de 2002 | Palomar              | NEAT                         |
| 154344 - | 2002 WN10              | 24 de novembre de 2002 | Palomar              | NEAT                         |
| 154345 - | 2002 WS18              | 29 de novembre de 2002 | Emerald Lane         | L. Ball                      |
| 154346 - | 2002 XP                | 1 de desembre de 2002  | Socorro              | LINEAR                       |
| 154347 - | 2002 XK4               | 4 de desembre de 2002  | Socorro              | LINEAR                       |
| 154348 - | 2002 XB14              | 1 de desembre de 2002  | Haleakala            | NEAT                         |
| 154349 - | 2002 XH17              | 5 de desembre de 2002  | Kitt Peak            | Spacewatch                   |
| 154350 - | 2002 XX18              | 5 de desembre de 2002  | Socorro              | LINEAR                       |
| 154351 - | 2002 XG24              | 5 de desembre de 2002  | Socorro              | LINEAR                       |
| 154352 - | 2002 XB26              | 5 de desembre de 2002  | Socorro              | LINEAR                       |
| 154353 - | 2002 XF26              | 6 de desembre de 2002  | Socorro              | LINEAR                       |
| 154354 - | 2002 XP26              | 3 de desembre de 2002  | Palomar              | NEAT                         |
| 154355 - | 2002 XU32              | 6 de desembre de 2002  | Socorro              | LINEAR                       |
| 154356 - | 2002 XE36              | 5 de desembre de 2002  | Socorro              | LINEAR                       |
| 154357 - | 2002 XO44              | 7 de desembre de 2002  | Socorro              | LINEAR                       |
| 154358 - | 2002 XM47              | 9 de desembre de 2002  | Desert Eagle         | W. K. Y. Yeung               |
| 154359 - | 2002 XZ48              | 10 de desembre de 2002 | Socorro              | LINEAR                       |
| 154360 - | 2002 XU54              | 10 de desembre de 2002 | Palomar              | NEAT                         |
| 154361 - | 2002 XH55              | 10 de desembre de 2002 | Palomar              | NEAT                         |
| 154362 - | 2002 XV58              | 11 de desembre de 2002 | Socorro              | LINEAR                       |
| 154363 - | 2002 XB61              | 10 de desembre de 2002 | Socorro              | LINEAR                       |
| 154364 - | 2002 XM62              | 11 de desembre de 2002 | Socorro              | LINEAR                       |
| 154365 - | 2002 XS63              | 11 de desembre de 2002 | Socorro              | LINEAR                       |
| 154366 - | 2002 XS68              | 11 de desembre de 2002 | Socorro              | LINEAR                       |
| 154367 - | 2002 XE71              | 10 de desembre de 2002 | Socorro              | LINEAR                       |
| 154368 - | 2002 XJ72              | 11 de desembre de 2002 | Socorro              | LINEAR                       |
| 154369 - | 2002 XX77              | 11 de desembre de 2002 | Socorro              | LINEAR                       |
| 154370 - | 2002 XY78              | 11 de desembre de 2002 | Socorro              | LINEAR                       |
| 154371 - | 2002 XR83              | 13 de desembre de 2002 | Palomar              | NEAT                         |
| 154372 - | 2002 XM84              | 12 de desembre de 2002 | Palomar              | NEAT                         |
| 154373 - | 2002 XQ84              | 11 de desembre de 2002 | Socorro              | LINEAR                       |
| 154374 - | 2002 XK85              | 11 de desembre de 2002 | Socorro              | LINEAR                       |
| 154375 - | 2002 XO86              | 11 de desembre de 2002 | Socorro              | LINEAR                       |
| 154376 - | 2002 XC110             | 6 de desembre de 2002  | Socorro              | LINEAR                       |
| 154377 - | 2002 XC113             | 6 de desembre de 2002  | Socorro              | LINEAR                       |
| 154378 - | 2002 XR115             | 14 de desembre de 2002 | Apache Point         | SDSS                         |
| 154379 - | 2002 YD8               | 28 de desembre de 2002 | Kitt Peak            | Spacewatch                   |
| 154380 - | 2002 YJ17              | 31 de desembre de 2002 | Socorro              | LINEAR                       |
| 154381 - | 2002 YN26              | 31 de desembre de 2002 | Socorro              | LINEAR                       |
| 154382 - | 2002 YS26              | 31 de desembre de 2002 | Socorro              | LINEAR                       |
| 154383 - | 2002 YA27              | 31 de desembre de 2002 | Socorro              | LINEAR                       |
| 154384 - | 2002 YG29              | 31 de desembre de 2002 | Socorro              | LINEAR                       |
| 154385 - | 2003 AS6               | 2 de gener de 2003     | Kitt Peak            | Spacewatch                   |
| 154386 - | 2003 AU9               | 4 de gener de 2003     | Socorro              | LINEAR                       |
| 154387 - | 2003 AQ11              | 1 de gener de 2003     | Socorro              | LINEAR                       |
| 154388 - | 2003 AH17              | 5 de gener de 2003     | Socorro              | LINEAR                       |
| 154389 - | 2003 AT18              | 3 de gener de 2003     | Kitt Peak            | Spacewatch                   |
| 154390 - | 2003 AE19              | 4 de gener de 2003     | Socorro              | LINEAR                       |
| 154391 - | 2003 AQ20              | 5 de gener de 2003     | Socorro              | LINEAR                       |
| 154392 - | 2003 AR28              | 4 de gener de 2003     | Socorro              | LINEAR                       |
| 154393 - | 2003 AV28              | 4 de gener de 2003     | Socorro              | LINEAR                       |
| 154394 - | 2003 AC30              | 4 de gener de 2003     | Socorro              | LINEAR                       |
| 154395 - | 2003 AG30              | 4 de gener de 2003     | Socorro              | LINEAR                       |
| 154396 - | 2003 AT33              | 5 de gener de 2003     | Socorro              | LINEAR                       |
| 154397 - | 2003 AE38              | 7 de gener de 2003     | Socorro              | LINEAR                       |
| 154398 - | 2003 AL40              | 7 de gener de 2003     | Socorro              | LINEAR                       |
| 154399 - | 2003 AP41              | 7 de gener de 2003     | Socorro              | LINEAR                       |
| 154400 - | 2003 AG50              | 5 de gener de 2003     | Socorro              | LINEAR                       |